# Roopville
Roopville – miasto w Stanach Zjednoczonych, w stanie Georgia, w hrabstwie Carroll.